# 松本みどり
松本 みどり（まつもと みどり、1973年12月5日 - ）は、日本の元AV女優。東京都出身。
美少女巨乳系女優として活躍した。

## 人物
- 趣味・特技：スキューバダイビング、スキー

## 略歴
- 1993年 - 『セレナーデ』でAVデビュー。
- 1994年 - 『Final Ecstasy』で引退。

## 作品

### アダルトビデオ
- セレナーデ（1993年9月30日、宇宙企画）※AVデビュー作
- 天使の真珠（1993年11月28日、宇宙企画）
- 微熱の天使（1993年12月26日、宇宙企画）
- ビデオマガジン BEPPIN VOLUME 40（1994年1月20日、英知出版）※イメージビデオ
- 乙女のむれむれパンティー（1994年2月20日、宇宙企画）
- 吸いつきたい（1994年4月17日、宇宙企画）
- Final Ecstasy（1994年6月12日、宇宙企画）
- SUPERセレクション 2（1994年8月10日、宇宙企画）
- 宇宙企画Classic 松本みどり（2004年1月16日、宇宙企画）※「セレナーデ」「天使の真珠」「微熱の天使」を収録
- Wai Wai くらぶ 第26号（?、リイド社）

## 書籍

### 写真集
- 宇宙GIRL あの宇宙企画が放つ究極美少女SEXY写真集 西田舞 美里真理 手塚梨絵 小松実幸 北原志穂 ほか 全8名（1993年11月25日、メディアックス）